# Aigen im Mühlkreis

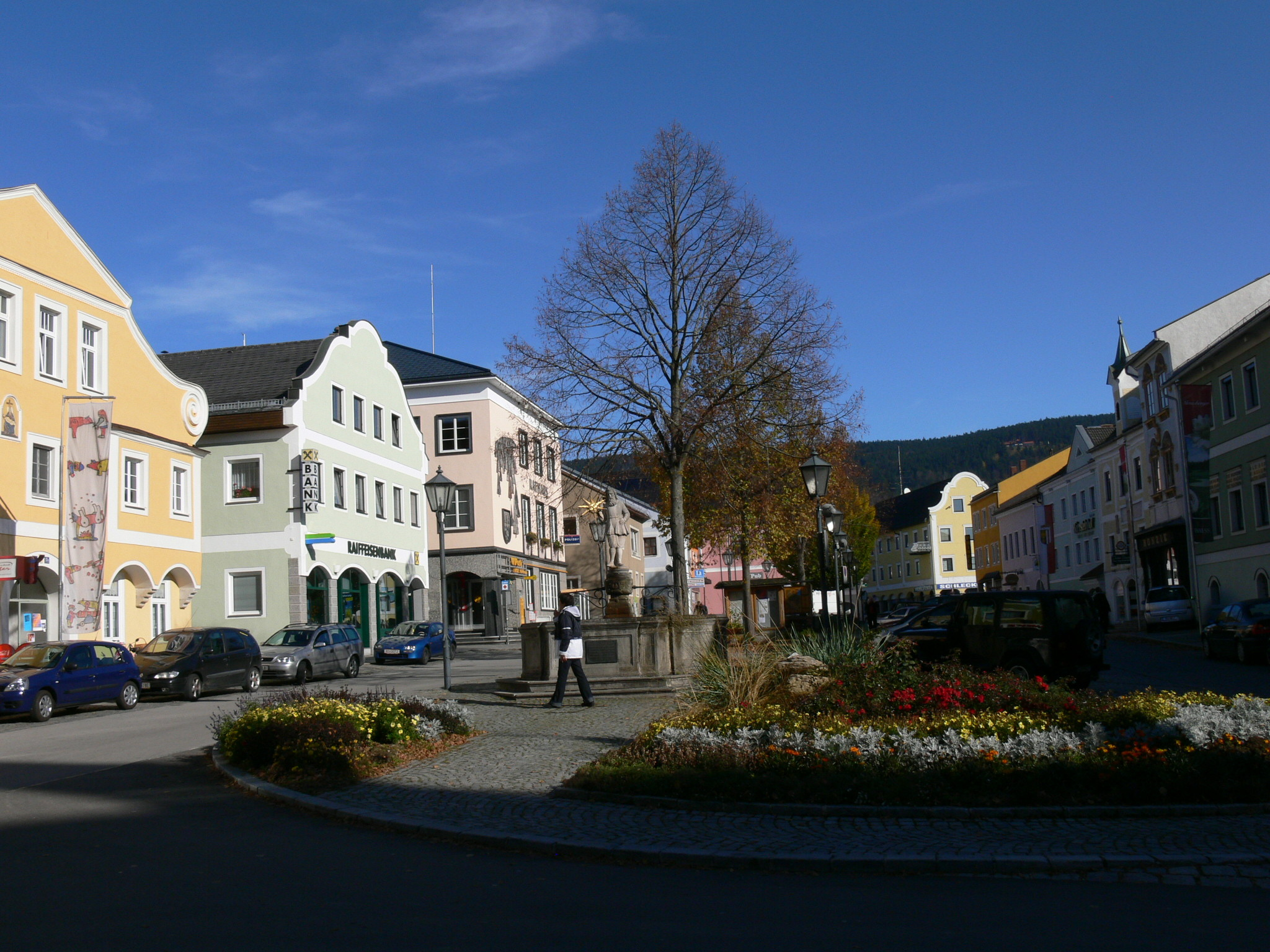
Marktplatz

Aigen im Mühlkreis war eine Marktgemeinde mit 1898 Einwohnern (Stand 1. Jänner 2015) in Oberösterreich im Bezirk Rohrbach im Oberen Mühlviertel. Die Gemeinde lag im Gerichtsbezirk Rohrbach. Mit 1. Mai 2015 wurde die Gemeinde mit dem benachbarten Schlägl zur neuen Gemeinde Aigen-Schlägl fusioniert, nachdem am 7. September 2014 eine in beiden Gemeinden abgehaltene Volksbefragung ein positives Ergebnis erbrachte.

## Geografie
Aigen im Mühlkreis liegt auf 596 m ü. A. Höhe im oberen Mühlviertel. Bezogen auf die naturschutzfachliche Raumgliederung gehört das nördliche Gemeindegebiet zur Raumeinheit Böhmerwald und der südliche Bereich zur Raumeinheit Südliche Böhmerwaldausläufer. Die Grenze zwischen den beiden Einheiten verläuft entlang der geschlossenen Waldgrenze des sogenannten „Hohen Böhmerwaldes“.
Die Ausdehnung der ehemaligen Gemeinde beträgt von Nord nach Süd rund 8 km und von West nach Ost bis zu rund 6 km. Die Gesamtfläche umfasste 17,41 km², womit Aigen im Mittelfeld der damals 42 Gemeinden des Bezirks war.
Nachbargemeinden waren Schlägl im Osten und Süden sowie Ulrichsberg im Westen. Im Norden grenzte Aigen an die Tschechische Republik bzw. den Okres Český Krumlov.

### Geologie und Böden
Die Landschaft des Gemeindegebietes ist ein Teil der Böhmischen Masse die auf ein sehr altes Gebirge zurückgeht, das durch die Variszische Gebirgsbildung im
Paläozoikum (Karbon) entstand. Hierdurch entstanden verschiedene Granite und Gneise. Des Weiteren besteht zwischen dem Böhmerwald und dem Tal der Großen Mühl die sogenannte Pfahlstörung von Nordwest nach Südost aus leicht erodierbaren Myloniten. Nordwestlich dieser Störung besteht überwiegend Cordierit-Paragneis sowie Eisgarner Granit und Orthogneis. Südlich findet sich vor allem Mauthausener Granit sowie Schlierengranit und Titanitfleckengranit. Nach der starken Erodierung des ehemaligen Hochgebirges kam es während der Alpidischen Gebirgsbildung im Tertiär zur Aufhebung des kristallinen Grundgebirges um mehrere 100 Meter, wodurch Brüche und Störungen entstanden. In weiterer Folge kam es im Tertiär und Quartär zur Ablagerung von Sedimenten. Im Bereich der Großen Mühl hat sich ein Streifen mit Flussablagerung ausgebildet, wobei typische Vierwitterungserscheinungen wie Wollsackverwitterung vorherrscht, die zur Bildung von Blockburgen, Blockstreu und Findlingen führte.
Die Böden im Gemeindegebiet sind von Nährstoffarmut und einem hohen Kaliumanteil geprägt. Sie weisen zudem eine schlechte Phosphor- und Calcium-Versorgung auf. Als Bodenart besteht lehmiger Sand bzw. sandiger Lehm. Die Bodenqualität ist von der Tiefgründigkeit und der Wasserversorgung abhängig, wobei die Körnung des Gesteins über die Wasserzügigkeit oder Trockenheit des Standortes entscheidet. Die Felsbraunerde ist der wichtigste Bodentyp im Gebiet, er findet sich unter 1000 m Seehöhe als basenarmer bis saurer, flach- bis mittelgründiger Boden, der auf festem oder schuttigem Ausgangsmaterial entstand.
Des Weiteren hat sich auf schottrigem oder feinklastischem Ausgangsmaterial Lockersediment-Braunerde ausgebildet. Durch Streunutzung und Fichtenforste sind echte Braunerden ohne Anzeichen podsoliger Dynamik jedoch selten geworden. Über 1000 Meter Seehöhe entstanden bei hohem Niederschlag vor allem Podsole und Semipodsolem, wobei das Nadelstreu der Nadelwälder zusätzlich versauernd wirkt. Gley besteht vor allem im Bereich von Quellen, Bächen, Gräben, Mulden sowie an Hangfüßen, wobei hier vor allem nasse, saure Wiesen dominieren. Weitere vorkommende Bodenarten sind Pseudogley, Moorböden und Anmoorböden im Bereich von Kaltluftseen in kleinen Senken an Bachläufen oder auf abflusslosen Lagen sowie rankerartige Böden über Blockschuttmaterial.

### Ehemalige Gemeindegliederung
Ortsteile waren:
- Aigen im Mühlkreis
- Grünwald
- Rudolfing
- Sonnenwald

## Geschichte
Das Obere Mühlviertel gehörte ursprünglich zum Herzogtum Bayern und seit 1180 zum Herzogtum Österreich.
Aigen entstand im Zuge der Kolonisation, die in diesem Gebiet durch das Prämonstratenserstift Schlägl erfolgte. Mit Genehmigung des österreichischen Herzogs Friedrich II. veranlasste Propst Heinrich I. 1242 die Anlage einer Siedlung auf dem zum Klostergrund gehörenden „Eigen“, wobei den Neusiedlern für zwölf Jahre eine Steuerbefreiung gewährt wurde. Auf Bitten des Schlägler Propstes Johannes verlieh Herzog Rudolf IV mit einer am 28. Juli 1362 in Passau ausgestellten Urkunde dem Dorf Aigen das Marktrecht. 1459 bestätigte Herzog Albrecht VI. das Privileg eines Jahrmarkts für den Sonntag nach Allerheiligen. Seit 1490 wird Aigen dem Fürstentum Österreich ob der Enns zugerechnet. 1529 anerkannten Richter und Rat des Marktes Aigen einen 1497 abgeschlossenen Vertrag zwischen dem Schlägler Propst und dessen Untertanen, mit dem Todfall und Besthaupt geregelt wurden, die davor einige Zeit nach böhmischem Brauch geübt worden waren. Im 16. Jahrhundert breitete sich die Reformation aus und 1585 vernichtete ein Brand den Markt Aigen. Um den Wiederaufbau zu unterstützen, bestätigte Kaiser Rudolf II. am 17. Juni 1598 die bisherigen Privilegien und genehmigte gleichzeitig einen weiteren Jahrmarkt, der am 6. Februar, dem Fest der heiligen Dorothea, abzuhalten war. 1599 erhielt Aigen eine neue Marktordnung, durch die ein blühender Handel mit Böhmen möglich wurde. 1708 wurde den Bürgern von Aigen das Recht zugestanden, einen eigenen Richter vorzuschlagen. Während der Koalitionskriege wurde Aigen mehrfach besetzt und 1808 durch ein Feuer zerstört. 1852 brannten die Markthäuser infolge Blitzschlags nieder. Mit dem Anschluss an die Mühlkreisbahn 1888 erfolgte ein wirtschaftlicher Aufschwung.
Seit 1918 gehört Aigen zum Bundesland Oberösterreich. Nach dem Anschluss Österreichs an das Deutsche Reich am 12. März 1938 gehörte der Ort zum „Gau Oberdonau“. 1941 wurden die Gemeinden Aigen und Schlägl zu einer Verwaltungsgemeinschaft zusammengefasst, die 1945 wieder aufgelöst wurde. Im 20. Jahrhundert entwickelte sich Aigen zu einem Sommerfrischeort. In den letzten Jahrzehnten stieg es zu einem Tourismuszentrum des Oberen Mühlviertels auf.
Aigen war ab 1850 Teil des Gerichtsbezirks Aigen, wobei der Gerichtssitz 1873 von Schlägl nach Aigen verlegt wurde. 2003 wurde der Gerichtsbezirk Aigen aufgelöst und die Gemeinde dem Gerichtsbezirk Rohrbach zugewiesen.
Nach einem jahrelangen Diskussionsprozess über eine mögliche Fusion mit dem benachbarten Schlägl wurde am 7. September 2014 in beiden Gemeinden eine Volksbefragung abgehalten. In Aigen sprach sich eine große Mehrheit von 90,88 % für die Fusion aus (Wahlbeteiligung 68,69 %), in Schlägl erhielten die Befürworter der Fusion 84,22 % der abgegebenen Stimmen (Wahlbeteiligung 77,08 %). Die neue Gemeinde Aigen-Schlägl wurde am 1. Mai 2015 eingerichtet.

## Bevölkerung

### Bevölkerungsstruktur
2013 lebten in der Gemeinde Aigen im Mühlkreis 1.906 Menschen, womit Aigen die achtgrößte der 42 Gemeinden des Bezirks war. Bezogen auf die Bevölkerungsdichte wies Aigen mit 108 Einwohnern pro km² die fünfthöchste Besiedelungsdichte im Bezirksgebiet auf. Ende 2001 waren 94,1 Prozent der Bevölkerung österreichische Staatsbürger (Oberösterreich 92,8 Prozent, Bezirk Rohrbach 96,9 Prozent), bis zum Jahresbeginn 2013 stieg der Wert auf 95,5 Prozent (Oberösterreich 91,1 Prozent, Bezirk Rohrbach 96,9 Prozent) an. Insgesamt wurden 2013 in der Gemeinde nur 87 Ausländer gezählt, die zu 56 Prozent aus einem EU-Land und zu 24 Prozent aus Ex-Jugoslawien (ohne Slowenien) stammten. 2013 wiesen zudem 148 Einwohner von Aigen ein ausländisches Geburtsland auf, wobei auch hier die EU-Länder gefolgt von Ex-Jugoslawien überwogen. Zur römisch-katholischen Kirche bekannten sich 2001 89,9 Prozent der Einwohner (Oberösterreich: 79,4 Prozent), 4,3 Prozent waren ohne Bekenntnis, 3,0 Prozent islamischen Glaubens und 0,7 Prozent evangelisch.
Der Altersdurchschnitt der Gemeindebevölkerung lag 2001 über dem Landesdurchschnitt, was auch aus dem hier beheimateten Bezirksalten- und Pflegeheim Aigen-Schlägl resultiert. 16,9 Prozent der Einwohner von Aigen waren jünger als 15 Jahre (Oberösterreich: 18,8 Prozent), 58,9 Prozent zwischen 15 und 59 Jahre alt (Oberösterreich: 61,6 Prozent). Der Anteil der Einwohner über 59 Jahre lag mit 24,2 Prozent deutlich über dem Landesdurchschnitt von 20,2 Prozent. Der Altersdurchschnitt der Bevölkerung von Aigen veränderte sich in der Folge in allen Segmenten. Der Anteil der unter 15-jährigen sank per 1. Jänner 2013 auf 14,2 Prozent, während sich der Anteil der Menschen zwischen 15 und 59 Jahren auf 65,3 Prozent deutlich erhöhte. Der Anteil der über 59-jährigen sank hingegen auf 20,5 Prozent. Nach dem Familienstand waren 2001 44,9 Prozent der Einwohner von Aigen ledig, 42,0 Prozent verheiratet, 8,9 Prozent verwitwet und 4,3 Prozent geschieden.

### Bevölkerungsentwicklung
Die Bevölkerung der Gemeinde Aigen schrumpfte zwischen 1869 und 1923 um 21 Prozent. Lebten 1869 noch 2065 Menschen in Aigen und 1880 sogar 2201 Menschen, so waren es 1923 nach einem kontinuierlichen Schrumpfungsprozess nur noch 1623 Menschen. In der Folge stieg die Bevölkerung von Aigen bis 1951 wieder um 20 Prozent an, danach fiel die Einwohnerzahl bis 1991 wieder um rund neun Prozent. Zuletzt pendelte sich die Bevölkerungszahl bei knapp über 1900 Einwohner ein. Aigen wies in den 1970er und 1980er Jahren eine leichte Abwanderung sowie eine nur knapp positive Geburtenbilanz auf. Der Bevölkerungszuwachs in den 1990er Jahren resultiert aus einer stärker positiven Geburtenbilanz und einer Zuwanderung. Seit dem Jahrtausendwechsel hat die Gemeinde eine negative Geburtenbilanz, die jedoch von der Zuwanderung ausgeglichen wird. Ein wesentlicher Faktor für die negative Geburtenbilanz und die Zuwanderung ist das Bezirksalten- und Pflegeheim Aigen-Schlägl.

## Politik

### Gemeinderat
Der Gemeinderat als oberstes Gremium der Gemeinde umfasste 25 Sitze und wird alle sechs Jahre im Zuge oberösterreichweiter Gemeinderatswahlen gewählt. Der Gemeindevorstand setzt sich aus sieben Mitgliedern zusammen, wobei die Österreichische Volkspartei (ÖVP) nach der Gemeinderatswahl 2009 mit dem Bürgermeister, dem Vizebürgermeister und vier weiteren Mitgliedern im Gemeindevorstand vertreten ist und damit in diesem Gremium die absolute Mehrheit stellt. Die Sozialdemokratische Partei Österreichs (SPÖ) entsendet ein Mitglied in den Gemeindevorstand.
Stärkste Fraktion im Gemeinderat von Aigen ist seit jeher die ÖVP, die in der Zeit seit 1945 mit zwei Ausnahmen immer die absolute Stimmen- und Mandatsmehrheit erzielte und oftmals sogar eine Zweidrittelmehrheit erreichte. Seit 1945 verzeichnete die ÖVP Wahlergebnisse zwischen 41,2 und 75,2 Prozent. Dabei hatte die ÖVP nach jeweils rund 56 Prozent bei den Wahlen 1945 und 1949 die absolute Mehrheit in den Jahren 1955 und 1961 durch das Antreten einer Heimatliste verpasst. Nachdem die Heimatliste 1967 nicht mehr angetreten war, erreichte die ÖVP 1961 auf Anhieb die Zweidrittelmehrheit, die sie 1973 nur knapp verpasste. Seitdem kam die ÖVP auf Ergebnisse zwischen 61,6 und 75,2 Prozent, wobei die ÖVP 2009 ihr bisher bestes Ergebnis erzielte. Die SPÖ kam seit 1945 auf 21,4 bis 43,9 Prozent. 1945 hatte die SPÖ ihr bestes Ergebnis, 1949 ihr schlechtestes, wobei sie seit 1973 21,4 bis 28,8 Prozent erreichte. Die FPÖ kandidierte nur zwischen 1973 und 1997 und erreichte 6,1 (1973) bis 14,2 (1997) Prozent. Seitdem kandidierte die FPÖ nicht mehr.

### Bürgermeister
Der Bürgermeister wurde seit 1997 in einer Direktwahl bestimmt, wobei es bei keiner absoluten Mehrheit für einen Kandidaten zu einer Stichwahl kam. Die erste Bürgermeisterdirektwahl konnte der seit 1996 amtierende Bürgermeister Johann Peter (ÖVP) mit 78,5 Prozent im ersten Wahlgang gegen die Kandidaten von SPÖ und FPÖ durchsetzen. Er gewann auch die Wahlen 2002 und 2009 mit je rund 90 Prozent, wobei es bei diesen Wahlen keine Gegenkandidaten gab. Am 11. Dezember 2013 übernahm Herbert Kern das Amt des Bürgermeisters.
Bürgermeister seit 1850:
| Amtszeit  | Name              | Amtszeit  | Name                  | Amtszeit  | Name               |
| --------- | ----------------- | --------- | --------------------- | --------- | ------------------ |
| 1850–1860 | Georg Sommer      | 1909–1919 | Viktor Schützenberger | 1951–1961 | Franz Kehrer       |
| 1860–1864 | Josef Almesberger | 1919–1922 | Franz Reingruber      | 1961–1973 | Albert Aigner      |
| 1864–1867 | Franz Almesberger | 1922–1923 | Hans Kempinger        | 1973–1991 | Alfred Ruhaltinger |
| 1867–1870 | Ignaz Pröll       | 1923–1933 | Viktor Schützenberger | 1991–1996 | Johann Veit        |
| 1870–1873 | August Luger      | 1933–1935 | Hans Ernstbrunner     | 1996–2013 | Johann Peter       |
| 1873–1876 | Carl Fuchs        | 1935–1942 | Peter Paul Jauker     | 2013–2015 | Herbert Kern       |
| 1876–1879 | Georg Löffler     | 1942–1945 | Heinrich Kickinger    |           |                    |
| 1879–1894 | Karl Fuchs        | 1945–1946 | Karl Siehs            |           |                    |
| 1894–1897 | Josef Luger       | 1946–1949 | Rudolf Bitter         |           |                    |
| 1897–1909 | Simon Stoll       | 1949–1951 | Peter Paul Jauker     |           |                    |

### Sonstige Wahlen
Wie bei Gemeinderatswahlen dominierte die ÖVP auch bei Landtagswahlen in der Gemeinde, wobei sie bei jeder Wahl die absolute Mehrheit erreichen konnte. Ihr stärkstes Ergebnis fuhr die ÖVP 1979 mit 65,8 Prozent ein, ihr schlechtestes Ergebnis waren 51,6 Prozent im Jahr 1949. Nach Höchstwerten über 60 Prozent in den 1970er und 1980er Jahren kam die ÖVP seit 1991 auf 52,7 bis 57,3 Prozent. Zweitstärkste Partei war bei Landtagswahlen immer die SPÖ, die 1945 mit 43,9 Prozent ihr stärkstes Ergebnis erzielte. Nach einem Einbruch auf 28,9 Prozent durch das Antreten des WdU 1949 kam die SPÖ in den 1950er und 1960er Jahren auf Ergebnisse um die 40 Prozent. Seitdem ging der Stimmenanteil der SPÖ nahezu kontinuierlich zurück, wobei die SPÖ in den 1970er Jahren noch um die 30 Prozent erreichte und danach langsam auf rund 20 Prozent Stimmenanteil sank. Die FPÖ erreichte 1991 mit 16,1 Prozent erstmals ein zweistelliges Ergebnis, 1997 kam sie mit 17,9 Prozent auf ihr bisher bestes Ergebnis. Nach einem deutlichen Einbruch 2003 konnte sich die FPÖ zuletzt wieder steigern, Bei der letzten Landtagswahl 2009 kam die ÖVP mit 57,0 Prozent erneut auf den ersten Platz. Die SPÖ kam nur noch auf 19,1 Prozent und musste damit fast 10 Prozent ihrer Stimmenanteile abgeben. Die FPÖ wurde mit 11,5 Prozent drittstärkste Kraft, die Grünen erreichten mit 8,6 Prozent ihr bisher bestes Ergebnis.

### Wappen
Das Wappen von Aigen geht auf das Mittelalter zurück, wobei eine Wappenverleihung für Aigen nicht belegt ist. Der älteste Nachweis des Wappens stammt von einem Kaufbrief vom 24. April 1446, wobei das Wappen lediglich zwei gekreuzte Schlegel sowie die Umschrift „Sigillum: ciuium: in: opito:“ zeigt. Ein späteres Siegel mit demselben Wappenbild aus dem Jahr 1529 trägt hingegen die veränderte Umschrift „S.ciuium opidi plagensis“. Seine heutige Form erhielt das Marktwappen unter Abt Siard Worath I. (1701–1721), wobei sich das Wappenrelief auf einer Marmortafel aus dem Jahre 1712 am alten Rathaus in Aigen sowie erstmals im + SIGIL . DES . MARKHT . AIGEN auf einem Geburtsbrief vom 28. Juni 1740 zu finden ist. Nach 1850 verwendete die Marktgemeinde zeitweise auch einen Farbstempel mit den drei Tannen allein als Siegelbild. Die Gemeindefarben werden hingegen nach alter Überlieferung ohne nachweisbare formelle Genehmigung geführt.
Die Blasonierung des Wappens lautet: „Erniedrigt geteilt; oben in Gold auf drei grünen Hügeln je ein grüner, schwarzstämmiger Nadelbaum; unten gespalten von Silber und Schwarz mit zwei schräggekreuzten Schlegeln in gewechselten Farben.“ Die Gemeindefarben sind Schwarz-Weiß-Grün. Die Holzhauerschlegel symbolisieren dabei die Entstehung des Marktes durch Rodung des Klosterwaldes und können darüber hinaus auch als redendes Bild für den Namen des Klosters angesehen werden. Die Bäume erinnern wiederum an den alten Ortsnamen Aigen am Wald und stehen gleichzeitig für den Waldreichtum und die Bedeutung der Holzindustrie.

## Wirtschaft und Infrastruktur

### Land- und Forstwirtschaft
Die Statistik wies für die Gemeinde Aigen 2010 46 land- und forstwirtschaftliche Betriebe aus. Darunter befanden sich lediglich neun Haupterwerbsbetriebe, 34 Nebenerwerbsbetriebe, zwei Personengemeinschaften und ein Betrieb einer juristischen Persönlichkeit. Die Gesamtbetriebszahl war gegenüber 1999 um 16 Betriebe bzw. 25 Prozent im Vergleich mit dem Bezirk bzw. dem Land Oberösterreich überdurchschnittlich stark gesunken, wobei der starke Rückgang der Nebenerwerbsbetriebe für das Minus verantwortlich war. Gemeinsam bewirtschafteten die Betriebe 2010 insgesamt 738 Hektar Fläche, wobei 35 Prozent der Fläche von Vollerwerbsbauern, 34 Prozent von Nebenerwerbslandwirten bewirtschaftet wurden. Die Durchschnittsfläche der Vollerwerbsbauern lag dabei mit 29 Hektar unter dem oberösterreichischen Durchschnitt.

### Bildung
In Aigen bestand bereits 1522 eine Pfarrschule vor der Kirche, wobei die Schule 1856 im Marktbrauhaus einzog. 1960 wurde die Volksschule renoviert. 1990 übersiedelte die Volksschule Aigen nach einem Anbau an die bestehende Schule in das gemeinsame Schulhaus der Volksschule Aigen–Schlägl. In der Volksschule bestehen auch zwei Hortgruppen. Neben der Volksschule Aigen-Schlägl liegt in der Gemeinde auch die Neue Mittelschule Aigen-Schlägl, die 1950/51 als Expositur der Hauptschule Rohrbach gegründet wurde. Da die Schülerzahlen an der Hauptschule Rohrbach so hoch waren, dass „Auswärtsschüler“ nur noch in beschränktem Maße aufgenommen werden konnten, entstand in Aigen eine Expositur mit einer 1. Klasse, die im Saal des Vereinshauses in Aigen unterrichtet wurden. Der Bau des Hauptschulgebäudes wurde zwischen 1951 und 1953 verwirklicht, wobei die Eröffnung am 31. Oktober 1953 erfolgte. Im Schuljahr 1973/1974 wurde zudem ein Erweiterungsbau für zusätzliche Klassenräume sowie einen Turnsaal eröffnet. 1996 erfolgt ein nochmaliger Um- und Anbau.

### Sicherheit
Die Freiwillige Feuerwehr Aigen entstand am 11. Oktober 1873. Initiator und Gründer Adalbert Swoboda wurde von 35 Mann zum 1. Kommandanten gewählt. Die FF Aigen verfügt derzeit über ein Kommandofahrzeug, ein Kleinlöschfahrzeug, ein Tanklöschfahrzeug und ein Kleinrüstfahrzeug. Nächstgelegene Polizeistelle ist die Polizeiinspektion Peilstein im Mühlviertel.

## Kultur und Sehenswürdigkeiten
- Die dem Stift Schlägl inkorporierte Pfarrkirche Aigen im Mühlkreis wurde von 1897 bis 1901 nach Plänen des Linzer Architekten Raimund Jeblinger errichtet.
- Pfarrhof Aigen im Mühlkreis
- Ehemalige Spitalskirche Aigen im Mühlkreis hl. Martin
- Kalvarienberg (Aigen im Mühlkreis)
- Vogelmuseum im Kulturhaus Aigen
- Kunstgalerie Atelier Anders

## Persönlichkeiten

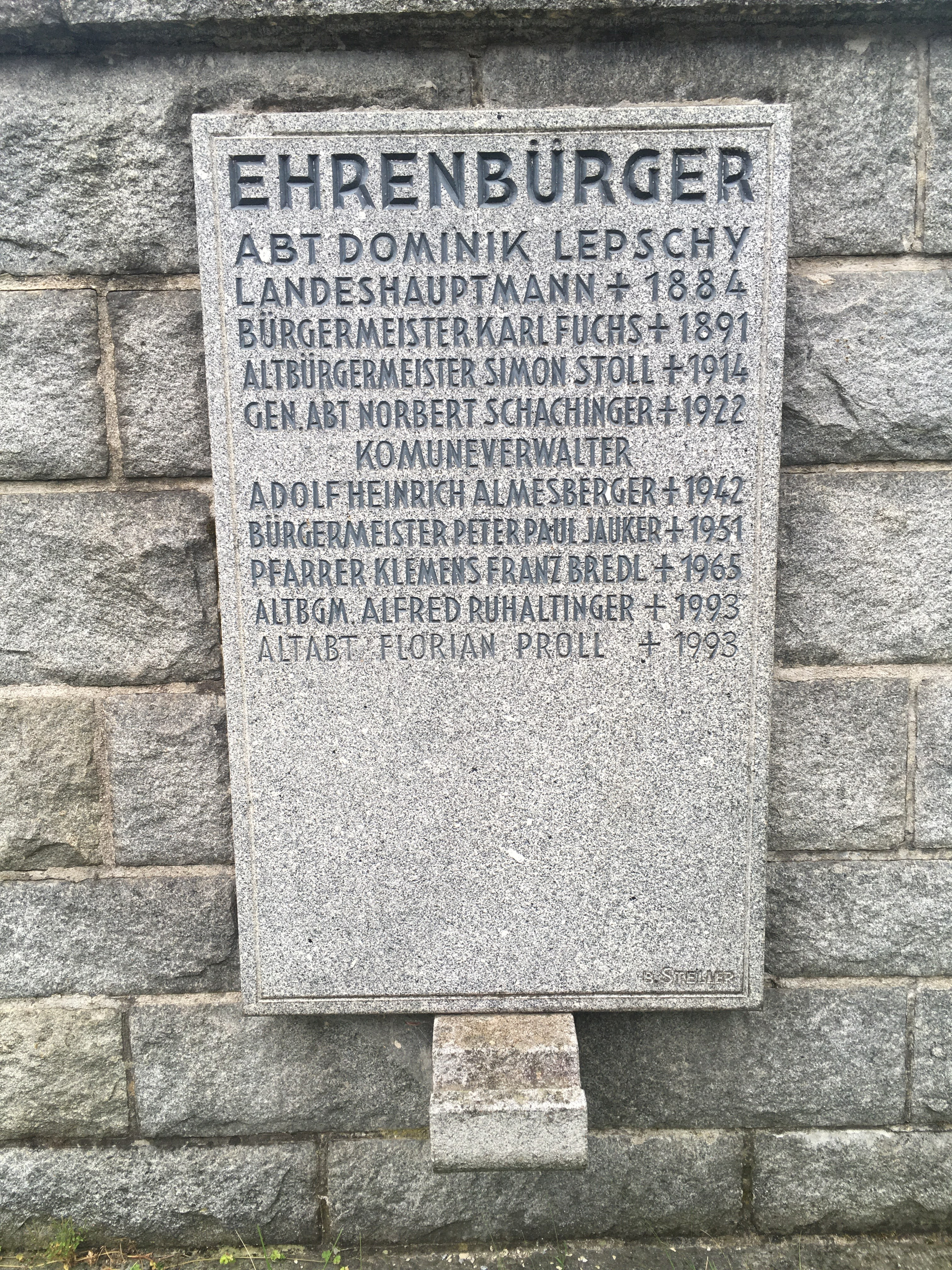
Ehrenbürger-Tafel an der Mauer des Friedhofs von Aigen im Mühlkreis

- Hermann Norbert Watzl (1902–1986), Theologe, Kirchengeschichtler und Stiftsarchivar des Stiftes Heiligenkreuz
- Gerhard Gruber (* 1951), Pianist und Stummfilmbegleiter
- Christian Hoffmann (* 1974), Langlauf-Olympiasieger
- Klaus Huber (* 1949), Redakteur, Moderator, Mundartdichter und Heimatforscher
- Karl Schiffner (* 1960), Biersommelierweltmeister
- Joseph Schneider von Arno (1810–1857), k. k. Generalmajor, Brigadier und Stadtkommandant von Bologna
- Simon Stoll (1852–1914), Leinenfabrikant, Mäzen und Bürgermeister von Aigen (1897 bis 1909)
- Johann Worath (1609–1680), Bildhauer